# Micpe Rejš Lakiš
Micpe Rejš Lakiš (hebrejsky: מצפה ריש-לקיש) je vrch o nadmořské výšce 264 metrů v severním Izraeli, v Dolní Galileji.
Leží cca 7 kilometrů severozápadně od centra města Nazaret. Má podobu zalesněného pahorku, se kterým na severní straně sousedí podobný vrch nazývaný Har Chija. Společně vytvářejí jeden masiv, po jehož jihozápadním okraji vede dálnice číslo 79. U ní stojí vesnice ha-Solelim. Dál k severu se terén sklání do údolí Bejt Netofa. Hora je pokryta souvislým lesním komplexem, který je součástí lesa Ja'ar Cipori (někdy nazývána tato jeho podčást také Ja'ar ha-Solelim) nazvaného podle vesnice Cipori, jež je situována na jeho východním okraji.